# دونالد ماكلين (لاعب كرة قدم)
دونالد ماكلين (بالإنجليزية: Donald McLean)‏ هو لاعب كرة قدم بريطاني في مركز الوسط، ولد في 22 ديسمبر 1934 في اسكتلندا في المملكة المتحدة. لعب مع نادي كوينز بارك.